# Casa de Iturbide
La Casa de Iturbide fue una familia nobiliaria originaria de México y elevada a rango imperial por el Congreso Constituyente mexicano el 22 de junio de 1822 que gobernó tras la independencia de México entre el 19 de mayo de 1822 y el 19 de marzo de 1823. El militar novohispano y posterior Emperador de México, Agustín de Iturbide fue bautizado con los nombres de los santos Cosme y Damián.

## Antecedentes
El apellido Iturbide se remonta al Reino de Navarra, más específicamente a la zona conocida como Valle de Baztán, y cuyo significado del vasco al español es "camino de la fuente", "canal", "manantial". Los ascendientes de José Joaquín de Iturbide fueron ennoblecidos por el rey Juan II de Aragón hacia el siglo XV. Martín de Iturbide era alcalde perpetuo del Valle de Baztán en 1432 y ejerció la jurisdicción en nombre del rey.[cita requerida]
Posteriormente, la familia navarra Iturbide obtuvo altos oficios en las tierras vascas desde el siglo XV y varios miembros prominentes de la familia se encuentran en los registros de los archivos de Pamplona. Se sabe que don Juan de Yturbide junto con dos de sus hijos cayeron en la Batalla de Lepanto en 1571. En el siglo XVIII, don José de Yturbide y Álvarez de Eulate, fue bautizado el 5 de noviembre de 1711 en Peralta, Navarra. Contrajo matrimonio en la misma localidad el 8 de diciembre de 1737 con doña María Josefa de Arregui y Gastelu, nacida también en Peralta en 1719. Fueron padres de varios hijos, entre ellos José Joaquín, bautizado en Peralta, Navarra, el 6 de febrero de 1743, quien dejó España y se trasladó al Virreinato de la Nueva España, estableciéndose finalmente en la ciudad de Valladolid (hoy Morelia). Hacia 1786, don José Joaquín era miembro del Consejo Municipal y propietario de una hacienda en Quirio. En 1772, se casó con doña María Josefa de Arámburu y Carrillo de Figueroa, también descendiente de familias nobles de Navarra y País Vasco. 
Por otra parte, los Aramburu eran originarios de Oyarzun, Guipúzcoa. El 27 de septiembre, nació su quinto hijo, Agustín, quien desde temprana edad entró en la carrera de las armas.

## Guerra de Independencia
Durante la crisis política de 1808 en México Agustín de Iturbide simpatizó con el movimiento insurgente encabezado por Gabriel de Yermo. En 1809, con el grado de teniente, fue partícipe en la represión de la Conjura de Valladolid, que encabezaron los conspiradores José Mariano Michelena y José María García Obeso. En octubre de 1810, durante la toma de Valladolid, se negó a colaborar en el alzamiento independentista de Miguel Hidalgo y Costilla, quien le había ofrecido el rango de teniente general. Ante el avance de los insurgentes, decidió huir a la Ciudad de México. Tiempo después, participó en la batalla del Monte de las Cruces, bajo las órdenes de Torcuato Trujillo. Su actuación fue premiada por el virrey Francisco Xavier Venegas, quien lo nombró capitán de la compañía de Huichapan del batallón de Toluca. Su trayectoria se distinguió por sofocar varias insurrecciones de rebeldes que luchaban por la independencia de México. En 1811, fue destinado al sur del país, donde combatió contra las guerrillas independentistas de Albino García Ramos, a quien capturó en 1812, y de Ramón López Rayón, a quien derrotó en el Puente de Salvatierra en 1813. Ese año, recibió los despachos de coronel, y continuó combatiendo contra los insurgenges como comandante general de la provincia de Guanajuato.
Mientras tanto, los liberales planeaban que Juan Gómez Navarrete, recién elegido diputado a las Cortes, promoviera un Plan de Independencia en Madrid, que consistía en llamar a uno de los miembros de la familia real para gobernar México. Al mismo tiempo que esto ocurriera, Iturbide debía marchar al sur con sus tropas para combatir al general Vicente Guerrero, uno de los pocos dirigentes independentistas que quedaban, pero para convencerlo como a todos los sectores del país de unirse al Plan de Iguala que conciliaba tanto los intereses y posiciones de los liberales como de los conservadores.

### Plan de Iguala
El 24 de febrero de 1821 se proclamó el Plan de Iguala, un programa político de veinticuatro puntos, cercano tanto a los tradicionalistas católicos como a los liberales. Entre los puntos más importantes se declaraba la independencia de Nueva España, se proponía un régimen monárquico moderado constitucional adecuado a la entidad cuyo trono era ofrecido a Fernando VII de España o a alguno de sus hermanos, así como la exclusividad de la religión católica «sin tolerancia de otra alguna». Iturbide envió el documento al virrey Apodaca, al arzobispo Pedro de Fonte, al canónigo Matías Monteagudo, a los oidores José Isidro Yáñez y José María Fagoaga, al síndico Juan Francisco Azcárate y Lezama, así como a otros personajes importantes de la capital. Propuso además formar la Junta Provisional Gubernativa tal y como lo señalaba el punto cinco del documento. En una carta particular dirigida a Apodaca, Iturbide le pidió presidir la Junta Gubernativa, le expuso que no creía que Fernando VII hubiese jurado voluntariamente la Constitución de Cádiz y que si el monarca o su familia accedían a gobernar Nueva España, se podría redactar una constitución moderada.

- 1. La religión católica, apostólica, romana, sin tolerancia de otra alguna.
- 2. Absoluta independencia de España.
- 3. Gobierno monárquico templado por una Constitución análoga al país.
- 4. Fernando VII, y en sus casos los de su dinastía ó de otra reinante, serán los emperadores, para hallarnos con un monarca ya hecho y precaver los atentados funestos de la ambición.
- 5. Habrá una Junta ínterin se reúnen Cortes que hagan efectivo este plan.
- 6. Esta se nombrará gubernativa y se compondrá de los vocales ya propuestos al señor Virrey.
- 7. Gobernará en virtud del juramento que tiene prestado al Rey, interin éste se presenta en México y lo presta, y hasta entonces se suspenderán todas ulteriores órdenes.
- 8. Si Fernando VII no se resolviera á venir á México, la Junta ó la Regencia mandará á nombre de la nación, mientras se resuelve la testa que debe coronarse.
- 9. Será sostenido este Gobierno por el ejército de las Tres Garantías.
- 10. Las Cortes resolverán si ha de continuar esta Junta ó sustituirse una Regencia mientras llega el emperador.
- 11. Trabajarán, luego que se unan, la Constitución del imperio mexicano.
- 12. Todos los habitantes de él, sin otra distinción que su mérito y virtudes, son ciudadanos idóneos para optar cualquier empleo.
- 13. Sus personas y propiedades serán respetadas y protegidas.
- 14. El clero secular y regular, conservado en todos sus fueros y propiedades.
- 15. Todos los ramos del Estado y empleados públicos subsistirán como en el día, y sólo serán removidos los que se opongan á este plan, y sustituidos por los que más se distingan en su adhesión, virtud y mérito.
- 16. Se formará un ejército protector, que se denominará de las Tres Garantías, y que se sacrificará del primero al último de sus individuos, antes que sufrir la más ligera infracción de ellas.
- 17. Este ejército observará á la letra la ordenanza, y sus jefes y oficialidad continuarán en el pie en que están, con la expectativa, no obstante, á los empleos vacantes y á los que se estimen de necesidad ó conveniencia.
- 18. Las tropas de que se componga se considerarán como de línea, y lo mismo las que abracen luego este plan, las que lo difieran y los paisanos que quieran alistarse, se mirarán como milicia nacional, y el arreglo y forma de todas lo dictarán las Corte
- 19. Los empleos se darán en virtud de informe de los respectivos jefes, y á nombre de la nación provisionalmente.
- 20. Interin se reunan las Cortes, se procederá en los delitos con total arreglo á la Constitución española.
- 21. El de conspiración contra la independencia se procederá á prisión sin pasar á otra cosa hasta que las Cortes dicten la pena correspondiente, la mayor de los delitos, después de lesa majestad divina.
- 22. Se vigilará sobre los que intenten sembrar la división, y se reputarán como conspiradores contra la independencia.
- 23. Como las Cortes que se han de formar son Constituyentes, deben ser elegidos los diputados bajo este concepto. La Junta determinará las reglas y el tiempo necesario para el efecto.

## Primer Imperio mexicano

### Decreto
El Soberano Congreso Mexicano Constituyente decretó el 22 de junio de 1822 lo siguiente:

- Art 1°. La Monarquía Mexicana, además de ser moderada y Constitucional, también es hereditaria.
- Art 2°. De consiguiente, la Nación llama a la sucesión de la Corona por muerte del actual Emperador, a su hijo primogénito el señor Don Agustín Jerónimo de Iturbide y Huarte. La Constitución del Imperio fijará el orden de suceder del trono.
- Art 3°. El Príncipe heredero se denominará «Príncipe Imperial» y tendrá el tratamiento de Alteza Imperial.
- Art 4°. A los hijos e hijas legítimos de S.M.I se llamarán «Príncipes Mexicanos», y tendrán el tratamiento de Alteza.
- Art 5°. Al señor Don José Joaquín de Iturbide y Arreguí, Padre de S.M.I, se le condecora con el título de «Príncipe de la Unión» y el tratamiento de Alteza, durante su vida.
- Art 6°. Igualmente se le concede el título de «Princesa de Iturbide» y el tratamiento de Alteza, durante su vida, a la señora Doña María Nicolasa de Iturbide y Arámburo, hermana del Emperador.

### Agustín I de México
El día 13 de febrero de 1822, las Cortes españolas declararon ilegales, nulos y de ningún efecto, los Tratados de Córdoba, que ratificaban el Plan de Iguala con la firma de
Juan O'Donojú, Jefe Político Superior de la Nueva España, el cual desde su proclamación había unidos a todos los sectores de la Nueva España por la independencia mexicana, entre estos, la insurgencia de Vicente Guerrero, por lo que los diputados americanos regresaron con la negativa de aceptación a la corona del Imperio Mexicano por parte de los herederos borbonistas. Sin conocerse aún la noticia, se instaló el 24 de febrero de 1822 el Congreso Constituyente del Imperio Mexicano. Los miembros formaron un grupo heterogéneo, destacando entre los masones del rito de York, Servando Teresa de Mier, José María Fagoaga, el general Horbegoso, José Miguel Guridi y Alcocer y Carlos María Bustamante quien fue nombrado primer presidente del Congreso; y los borbonistas se encontraba el Obispo de Castañiza, por lo que los diputados casi de inmediato entraron en roces con la Regencia donde Agustín de Iturbide era Presidente, porque el Congreso se autoproclamó único representante de la soberanía de la nación mexicana. Acto seguido, y de acuerdo a lo preestablecido, se realizó la división de poderes, el Congreso delegó el Ejecutivo a la Regencia y el Judicial a los tribunales.
El 18 de mayo de 1822, un grupo de soldados de diversas guarniciones comenzaron a vitorear en la ciudad. El sargento Pío Marcha del regimiento de Celaya hizo tomar lar armas a la tropa de su cuartel. El grupo se lanzó a la calle vitoreando a Iturbide con el título de Agustín I, parte de la población de los barrios de El Salto del Agua, San Pablo, La Palma y San Antonio Abad se unió al grupo. El estrépito aumentó con el repique general de campanas, con las salvas de artillería y los gritos de ¡Viva Agustín I!. 
A la mañana siguiente, el 19 de mayo de 1822, apareció fijada una exhortación de Iturbide dirigida a los mexicanos, en la cual confirmaba que el ejército y el pueblo de esta capital acababan de tomar partido y que al resto de la nación correspondía aprobar o reprobar la moción, también pedía a la población que no se exaltaran las pasiones pues correspondía a los diputados la representación de la nación, y enfatizó que la ley era la voluntad del pueblo y que no había nada sobre ella. La tensa situación obligó al Congreso a reunirse de inmediato en una sesión extraordinaria. Se pidió a la Regencia la tranquilidad pública para poder deliberar un asunto tan delicado, pero Iturbide no actuó hasta que los diputados solicitaron su presencia en el salón del Congreso. Se presentó con un séquito de oficiales del ejército, forzando de esta manera a que el Legislativo se reuniése en sesión pública. En las tribunas del Congreso, hubo presencia del pueblo, diputados provinciales y militares.
El diputado Valentín Gómez Farías, apoyado por 46 diputados del Congreso, señaló que una vez rotos los Tratados de Córdoba y el Plan de Iguala —ya que no habían sido aceptados en España— correspondía a los diputados emitir su voto para que Iturbide fuese declarado emperador. Gómez Farías añadió que este debería obligarse a obedecer la Constitución, leyes, órdenes y decretos que emanasen del Congreso mexicano. Los diputados comenzaron a debatir en medio de gritos e interrupciones, después, se procedió a la votación. Iturbide resultó elegido emperador por 67 sufragios contra 15. La multitud aclamó el resultado y acompañó al generalísimo vitoreándolo desde el salón de Congreso hasta su casa, mientras los diputados trabajaron en la redacción del juramento que debería de prestar Agustín de Iturbide.
El 23 de mayo de 1823 se inició la discusión del funcionamiento del imperio y la previsión de la sucesión. Se determinó que el hijo primogénito del emperador, al igual que los hermanos, recibiría tratamiento de príncipe y alteza imperial, su padre Joaquín sería el príncipe de la Unión y su hermana María Nicolasa la princesa de Iturbide. También se crearía la moneda oficial del imperio y un Consejo provisional de Estado. Durante el virreinato, la corte de los virreyes estaba reducida a la mayor sencillez, no obstante se previno que la Casa Imperial debería contar con mayordomo mayor, caballerizo mayor, capitán de guardia, ayudantes del emperador, limosnero mayor, capellanes de S.M., capellanes honorarios, capellán mayor, teniente de capellanía mayor, capellán privado de la familia, confesores, predicadores, predicadores honorarios, ayo de los príncipes, maestro de ceremonias, sumiller de palacio, gentiles hombres de cámara con ejercicio, mayordomos de semana, camarera mayor, dama primera y guardamayor, damas, damas honorarias, camaristas, médico y cirujano de cámara de S.M., médico y cirujano de la familia imperial, maestro de los caballeros, pajes, maestro de los príncipes, pedagogos, ujieres de palacio, ayudas de cámara, peluqueros, guardarropas del emperador y la emperatriz, impresor de cámara e introductor de embajadores.
Se crearon los estatutos de la Orden Imperial de Guadalupe para que Iturbide pudiese entregar esta distinción, además de grados y ascensos militares. Entre los nombramientos figuraron el marqués de Aguayo como mayordomo mayor, el conde de Regla como caballerizo mayor, el marqués de Salvatierra como capitán de la guardia, el conde de Rul y los hijos del conde de Agreda como mayordomos de la semana, entre algunos otros. Debido a los bajos recursos del erario, fue necesario pedir joyas prestadas para las coronas del emperador y la emperatriz.
El 21 de julio de 1822, fue el día de la coronación que desde temprano sonaron las salvas de veinticuatro cañones, se adornaron balcones y las fachadas de los edificios públicos fueron engalanadas, así como atrios y portales de iglesias. En la Catedral Metropolitana de México se colocaron dos tronos, el principal junto al presbítero y el menor cerca del coro. Poco antes de las nueve de la mañana, los miembros del Congreso y del Ayuntamiento ocuparon sus lugares destinados. Tropas de caballería e infantería hicieron valla al futuro emperador y a su séquito. Tres obispos oficiaron la misa. El presidente del Congreso, Rafael Mangino, fue el encargado de colocar la corona a Agustín I, acto seguido el propio emperador ciñó la corona a la emperatriz. Otras insignias les fueron impuestas a los recién coronados por los generales y damas de honor, el obispo Juan Cruz Ruiz de Cabañas y Crespo exclamó ¡Vivat Imperator in aeternum!, ¡Vivan el Emperador y la Emperatriz!. Terminada la ceremonia, el tañido de las campanas y el estrépito de los cañones comunicaron al pueblo que la coronación se había consumado.

### Juramentación
El 21 de mayo de 1822, Agustín de Iturbide prestó juramento ante el Congreso Constituyente mexicano:

Séame permitido, dignos ó ilustres Representantes, Pueblo amado: séame permitido empezar protestándoos por el Dios de la verdad, por el honor de que blasono, por ustedes, que son para mí los juramentos más sagrados, que cuanto articularán mis labios en este momento son los sentimientos del corazón, la efusión más pura de mi alma franca y sensible. Cuando pronuncié en Iguala la Independencia del Imperio, cuando resonó en todos los confines de Anáhuac la encantadora voz de LIBERTAD, además de proponerme romper las cadenas con que un mundo sujetó á otro mundo, sin otra razón que la violencia y el terror, autorizada en los tiempos sombríos de la ignorancia, tuve por principal objeto salvar a la Patria de una horrorosa anarquía, en cuyos bordes ya balanceaba. Yo la vi próxima á recibir por la divergencia de opiniones el impulso que iba a precipitarla sin remedio: con voz tan sentida como majestuosa reclamaba auxilios de sus hijos: corrí a extenderle una mano protectora. Nada es más natural en ocurrencias extraordinarias, prontas y difíciles, que olvidarlo todo sin pensar más que en evitar el daño: a mí, sin embargo, quiso la providencia darme serenidad bastante para no ser sorprendido por el peligro: creo que poco olvidé de lo que convenía tener presente: el éxito es el garante de mi aserción; pero sobre todo cuidé de respetar la voluntad de los 
pueblos acallados entonces, sofocada, diré mejor enmudecida, pues tres siglos de silencio ominoso, la habían privado hasta de la facultad de expresarse: el estado era violento, y una vez conseguido reanimar este cuerpo casi exánime y robustecerle, tiempo vendría en que por su naturaleza misma, recobrase sus derechos v los pusiese en ejercicio; es el principal la elección de un hombre que puesto á su cabeza le dirigiese, le amase, le defendiese; éste es el Príncipe, éstas sus virtudes. Era preciso reunir la opinión a un centro, era preciso dejar a salvo la voluntad general cuando pudiese libremente pronunciarse; espinosa y difícil empresa conciliar en aquel tiempo extremos tan opuestos. Llamé, no vi otro medio, a reinar en México á la dinastía de la segunda rama de Hugo (tapeto, con tal de que su advenimiento al trono fuese precedido de la Constitución de la Monarquía; así, los Padres de la Patria remediarían los inconvenientes que trae consigo poner el Cetro en manos acostumbradas a manejarlo a su placer sin más ley que su antojo, y la corona en quien tal vez no profesa á los americanos todo el amor que un Príncipe debe a sus pueblos: si la Constitución no evitaba estos males, me quedaba al menos el consuelo, aunque triste, de que no era obra mía. El llamamiento, pues, de los Borbones concillaba la opinión sin constreñir la voluntad de los pueblos. A falta de aquéllos quedaban éstos autorizados para invitar a otro Príncipe de casa reinante; el objeto que me propuse fué alejar de mí toda sospecha relativa a sentimientos de ambición que nunca tuve. Trabajé, pues, en todos sentidos y con previsión para levantar a la Patria del abatimiento en que vacía y para arrancarla del punto del peligro: el orden de los sucesos la fué atrayendo después a otro abismo no menos fatal que el en que se viera cuando resucitó en Iguala, y estos mismos sucesos exigían de mí nuevos esfuerzos, nuevos sacrificios: acaba de exigirme el mayor; yo cedo a la necesidad y miro mi destino como su bien, porque él lo proporciona a mis conciudadanos; como una desgracia, porque me arrebata de mi centro colocándome en un estado fuera de mi naturaleza. 
Si, Pueblos: he admitido la Suprema Dignidad a que me elevan, después de haberla rehusado por tres veces, porque creo seros así más útil; de otro modo preferiría morir a ocupar el trono. ¿Qué alicientes tiene éste para un hombre que ve las cosas a su verdadera luz? La experiencia me enseñó que 110 bastan a dulcificar las amarguras del mando las pocas y efímeras satisfacciones que produce: de una vez, Mexicanos, la dignidad Imperial no significa para mí más que estar ligado con cadenas de oro, abrumado de obligaciones inmensas: eso que llaman brillo, engrandecimiento y majestad, son juguetes de la vanidad. 
Acabo de jurar sobre los Santos Evangelios lo que ya había jurado antes de ahora en mi corazón, con propósito de ser perjuro aunque cayesen sobre mi cabeza más males que encerró la fatal caja. ¿Con cuánta satisfacción, pues, no habré renovado mis juramentos? ¡Generales, Jefes, Oficiales y Tropa del Ejército Trigarante: ustedes fueron testigos de mis votos; ellos les dieron el nombre honroso que haben sabido conservar! Nuestra divisa fue siempre la Religión Sagrada, la Santa Independencia, la Unión que es la perfección de la moral, la justicia que sirve de escudo a los derechos que dió naturaleza al hombre y que perfeccionó la sociedad.
Pueblos: he jurado por convencimiento, por obediencia, por darles ejemplo y por dejar establecido para mis sucesores un acto de reconocimiento a la Soberanía de la Nación, de adhesión a ella, de subordinación a las leyes, de respeto a sus Representantes y de adoración al Autor y Supremo Legislador de las sociedades.
El peso que haben puesto sobre mis hombros no puede soportarlo un hombre solo, sean cuales fueren sus fuerzas, menos yo que las tengo muy débiles; pero cuento con las luces dedos sabios, con los deseos de los buenos, con la docilidad del Pueblo, con la fortuna de los opulentos, con los robustos brazos del Ejército Libertador, y con las preces de los Ministros del Santuario. Padres de la Patria: la Constitución y las Leyes son los fundamentos de la sociedad; una y otras son obras de su sabiduría; también lo es ayudarme a conducir a nuestros súbditos a la felicidad; ellos les harían el más grave cargo si me abandonan.

¡Y qué podré decir de mi agradecimiento a una Nación tan generosa! Las pasiones no tienen idioma conocido: mi corazón late [...] la ternura no me permite articular [...] ¡Ojalá sea tal mi conducta que el Pueblo que me ha elegido y el Congreso que ha confirmado sus sufragios se den por satisfechos; yo, sin embargo, jamás podré creer que mi gratitud corresponda a mis deseos! Quiero, Mexicanos, que si no hago la felicidad del Septentrión, si olvido algún día mis deberes, cese mi Imperio; observen mi conducta, seguros de que si no soy para ella digno de ustedes, hasta la existencia me será odiosa. ¡Gran Dios! no suceda que yo olvide jamás que el Príncipe es para el Pueblo y no el Pueblo para el Príncipe
S.M.I Agustín de Iturbide, Emperador Constitucional de México

## Segundo Imperio mexicano
En 1865 el emperador Maximiliano se puso en contacto con la familia Iturbide para tomar bajo tutela y curatela a los dos nietos del emperador Agustín de Iturbide, sin embargo Maximiliano nunca los adoptó ni los declaró herederos.

### Pacto de Chapultepec
Maximiliano de Habsburgo queriendo honrar la memoria de Agustín de Iturbide, por los justos títulos que tiene para reclamar la gratitud de la Nación, y deseando a la vez los hijos del mismo facilitar por su parte, todos los medios que puedan conducir a la realización de la noble demostración que S.M. ha concebido; de orden de S.M., el ministro de Negocios Extranjeros, D. José Fernando Ramírez, encargado del ministerio de Estado, y los señores Agustín Jerónimo, Ángel y Agustín Cosme, y la señorita Josefa de Iturbide han convenido en lo siguiente el 9 de septiembre de 1865:

- Art. 1°. S.M. dará una alta posición a los dos nietos del Emperador, D. Agustín y D. Salvador, así como también a la hija del mencionado Emperador, D.ª Josefa de Iturbide.
- Art  2°. Proveerán SS. MM. a los gastos de educación de los mencionado dos nietos del Emperador Agustín, adecuada a su rango, así como a los de mantenimiento de los mismos y de D. Josefa.
- Art. 3°. En muestra de la especial protección y favor que S.M. quiere dispensar a los mencionados nietos del Emperador, don Agustín y don Salvador, S.M. se constituye tutor y curador de ellos, nombrando a D. Josefa de Iturbide co-tutora.
- Art. 4° . A los Sres. D. Agustín, D. Ángel y D. Agustín Cosme de Iturbide, prometen por sí, por D. Sabina y por su descendencia legítima, no volver nunca al Imperio sin previa autorización del Soberano o su legítima Regencia.
- Art. 5°. El Gobierno de S.M. mandará entregar por la Caja Central del Estado, a los señores D. Agustín, D. Ángel, D. Agustín Cosme, D.ª Josefa y D.ª Sabina de Iturbide la suma de $30,000 al contado y $120,000 en letras sobre París al curso de cambio, y pagaderos $60,000 el 15 de Diciembre del presente año y $60,000 el 15 de Febrero de 1866, lo que hace un total de $150,000 (ciento cincuenta mil pesos) a cuenta del crédito que tienen contra la Nación.
- Art. 6. El Gobierno de S.M.I. hará liquidar la cuenta o cuentas de la familia del Libertador Iturbide, tanto las que le pertenecen, como las que le correspondan por herencia, y reconocerá el crédito que le resulte.
- Art. 7°. El Gobierno de S.M. dará las órdenes convenientes para que las pensiones que disfrutan actualmente los Sres. D. Agustín Jerónimo, D. Ángel, D. Agustín Cosme, D.ª Josefa y D.ª Sabina de Iturbide, les sean pagadas con toda puntualidad y sin descuento alguno, en el punto de su residencia o en el más inmediato si con aquel no tuviere México relaciones mercantiles.
- Art. 8°. El Gobierno de S.M. concede a los mencionados Sres D. Agustín, D. Ángel y a D.ª Sabina, sobre las pensiones que actualmente disfrutan, una asignación anual y vitalicia de $6,100 (seis mil cien pesos) al primero, $5,100 (cinco mil cien pesos) al segundo, cuya anualidad recibirá la Señora esposa de D. Ángel en caso de fallecimiento de éste, y $1,524 (un mil quinientos veinticuatro pesos) a la última, así como también el pago al Sr. D. Agustín Cosme del sueldo íntegro que corresponde a su grado militar.

«Se darán las órdenes necesarias para que estas asignaciones se paguen con puntualidad y en los mismos términos expresados en el artículo anterior respecto de las pensiones» En fé de lo cuál se firma el presente convenio por duplicado, en el Alcázar de Chapultepec, a 9 de Septiembre del año de 1865. Por mandato de S.M.I., el Ministro de Negocios Extranjeros, encargado del Ministerio de Estado, José F. Ramirez.-A. de Iturbide. D. Ángel de Iturbide; D. Agustin Cosme de Iturbide; D.ª Josefa de Iturbide; D.ª Alicia G. de Iturbide.

En consecuencia del convenio el emperador Maximiliano decretó el 16 de septiembre de 1865 lo siguiente:

- Art 1°. Se concede el título vitalicio de «Príncipes de Iturbide» a D. Agustín y D. Salvador, nietos del Emperador Agustín de Iturbide, así como también a su hija D.ª Josefa de Iturbide.
- Art 2°. Los Príncipes mencionados en el artículo anterior, tendrán el tratamiento de Alteza, y tomarán rango después de la familia reinante.
- Art 3°. Este título no es hereditario, y en el evento de que los mencionados príncipes tuvieran sucesión legítima, el Emperador reinante o la Regencia se reservarán la facultad de conceder el expresado título, en cada caso, a aquel o aquellos de sus sucesores que estimaren convenientes.
- Art 4°. En virtud de los arreglos celebrados con los miembros de la familia Iturbide, el Emperador toma desde hoy a su cargo la tutela y curatela de los mencionados príncipes Agustín y Salvador de Iturbide, nombrando co-tutora a la Princesa Josefa de Iturbide.
- Art 5°. El escudo de armas que usarán los mencionados Príncipes, será el antiguo de su familia, con manto y corona de Príncipe, y teniendo por soporte a los dos lobos rampantes del mismo escudo de su familia, concediéndoles por gracia especial el uso del Escudo Nacional en el centro del mencionado blasón, según el diseño que se acompaña.
- Art 6°. Los príncipes de Iturbide tendrán derecho de usar la escarapela nacional sin flama, y el botón con su corona de Príncipe.

«Nuestro Ministro de Negocios Extranjeros, encargado del Ministerio de Estado, cuidará de la ejecución del presente decreto, que se depositará en los Archivos del Imperio. Dado en el Palacio de México, a 16 de Septiembre de 1865»

## Exilio

### Abdicación
Agustín de Iturbide para evitar una guerra civil entre fracciones decidió restaurar el Congreso y abdicar a la corona de México el 19 de marzo de 1823 para exiliarse junto a su familia a Italia, saliendo de Tacubaya escoltados por Nicolás Bravo y 50 soldados. El 9 de mayo de 1824 llegaron a la desembocadura del río La Antigua y el 11 de mayo de 1823 se embarcaron finalmente en la fragata inglesa Rowllins rumbo a Liorna llegando el 2 de agosto de 1823. Ahí se alojaron por un tiempo donde escribió su Manifiesto al mundo, también conocido como Manifiesto de Liorna el 27 de septiembre de 1823, pero debido a persecuciones y hostigaciones por España y sus aliados, la familia Iturbide se trasladó a Londres, donde se establecieron el 1 de enero de 1824. Lugar donde el primogénito Agustín Jerónimo de Iturbide permanecería cuando sus padres y hermanos menores regresaron a México el 14 de julio de 1824, mas no antes de partir, su padre Agustín de Iturbide lo dejara en el Colegio Ampleforth en Yorkshire, despidiéndose de él:

Sé un buen hijo, un buen hermano y un buen patriota para desempeñar dignamente los cargos que el destino te manifieste
Agustín de Iturbide

### Muerte
Cuando Agustín de Iturbide fue fusilado el 19 de julio de 1824 por decreto, Ana María Huarte le escribió a Simón Bolívar, libertador de la Gran Colombia para pedirle que resguarde a su hijo mayor, Agustín El Grande (El "Grande" porque Iturbide bautizó, "Agustín", a dos hijos, y uno era El Grande y el otro El Pequeño) e integrarlo al Ejército Colombiano, pues temía por la integridad y seguridad de su hijo como heredero titular al trono de México. Bolívar accedió, lo que lo llevó a rumores de que Simón Bolívar quería fundar una "Monarquía Colombiana", algo que desmintió Francisco de Paula Santander que se preparaba para sucederlo en la Presidencia.

Dios nos libre de la muerte de Agustín de Iturbide [...] Quien tuvo una carrera meteórica, brillante y pronta como una exhalación, este hombre ha tenido un destino singular, su vida sirvió a la libertad de México, y su muerte, a su reposo. No me caso de admirar que un hombre tan común hiciese cosas tan extraordinarias. Bonaparte estaba llamado a hacer prodigios; Iturbide no; y por lo mismo los hizo mayores que Bonaparte
Simón Bolivar

## Jefatura de la Casa de Iturbide
| Imagen | Escudo | Nombre                                              | Periodo                                       |
| ------ | ------ | --------------------------------------------------- | --------------------------------------------- |
|        |        | Agustín I, emperador de México                      | 22 de mayo de 1822 - 19 de julio de 1824      |
|        |        | Agustín Jerónimo, príncipe imperial de México       | 19 de julio de 1824 - 11 de diciembre de 1866 |
|        |        | Ángel, príncipe mexicano                            | 11 de diciembre de 1866 - 21 de julio de 1872 |
|        |        | Agustín José, príncipe de Iturbide                  | 21 de julio de 1872 - 3 de marzo de 1925      |
|        |        | María Josefa, Baronesa von Aschbrunn und Hohenstadt | 3 de marzo de 1925 - noviembre de 1949        |
|        |        | Maximiliano, Conde de Gotzén                        | noviembre de 1949 - Actualidad                |